# (6304) Josephus Flavius
(6304) Josephus Flavius ist ein Asteroid des inneren Hauptgürtels, der am 2. April 1989 von der belgischen Astronomen Eric Walter Elst am La-Silla-Observatorium (IAU-Code 809) der Europäischen Südsternwarte in Chile entdeckt wurde.
Der Himmelskörper wurde nach dem jüdisch-hellenistischen Historiker Flavius Josephus (* 37/38 n. Chr.; † 100) benannt, der dem Feldherrn Vespasian dessen künftiges Kaisertum prophezeite.